# Rada Współpracy Zatoki Perskiej
Rada Współpracy Zatoki (ang.  Gulf Cooperation Council – w skrócie GCC), nazywana również Radą Krajów Zatoki, powstała 25 maja 1981 roku w Rijadzie. W jej skład wchodzi 6 państw: Arabia Saudyjska, Bahrajn, Katar, Kuwejt, Oman i Zjednoczone Emiraty Arabskie.

## Historia powstania
Rada Współpracy Zatoki Perskiej została utworzona w obliczu wydarzeń związanych z rewolucją islamską w Iranie z 1979 roku (strach przed rozszerzeniem się rewolucji na inne państwa) oraz wojny iracko-irańskiej. Ważnym również wydarzeniem, na tle którego powstawała wspólnota, była inwazja sowiecka na Afganistan w 1979 roku. Powstanie Rady było niejako odpowiedzią na te wydarzenia. Obawiano się, iż ówczesne światowe potęgi Stany Zjednoczone i ZSRR zdecydują się zaatakować rejon Zatoki Perskiej, aby wzmocnić swoją pozycję na arenie międzynarodowej. Wydawało się to szczególnie prawdopodobne w roku 1970, gdy rozpoczęto wydobycie ropy naftowej na skalę światową. Innym czynnikiem jednoczącym członków Rady były zagrożenia wewnętrzne. Twórcom chodziło o to, aby wprowadzić wewnętrzną stabilizację i przeciwstawić się domowym konfliktom. Konkretnie chodziło tutaj o mniejszość szyicką, która mogłaby obalić dotychczasowe rządy (tak jak to było w przypadku Iranu).
4 lutego 1981 roku ministrowie spraw zagranicznych Arabii Saudyjskiej, Kuwejtu, Bahrajnu, Kataru, Omanu i Zjednoczonych Emiratów Arabskich spotkali się w Rijadzie i podjęli decyzję o utworzeniu Rady Współpracy Zatoki Perskiej. W dalszej perspektywie planowano utworzenie sekretariatu generalnego, oraz zobowiązano się do regularnych spotkań na szczeblu Rady. Podpisanie umowy wprowadziło sześć wyżej wymienionych państw na wspólna platformę współpracy m.in. ekonomicznej i politycznej. Głównym organem jest Rada Najwyższa, do której należą królowie i szejkowie państw członkowskich. Egzekutywa leży w rękach wybieranego co 3 lata sekretarza generalnego. Interesującym faktem jest, iż plany utworzenia wspólnoty w Zatoce Perskiej powstały już w 1976 roku. Początkowo, oprócz dzisiejszych członków, do Rady miały należeć również Irak i Iran. Jednakże, jak się później okazało, państwa te miały nieco odmienne cele, oraz charakter, i nie pasowały do pozostałych państw tworzących wspólnotę.

## Główne cele
Jak głosi czwarty artykuł Karty założycielskiej Rady Współpracy Zatoki Perskiej, porozumienie pomiędzy państwami ma na celu m.in. pogłębienie i wzmocnienie relacji pomiędzy państwami, jak i również powiązań i obszarów współpracy. Do zadań Rady należy scalanie rynku arabskiego, taryf celnych, tworzenie systemu ulg podatkowych, nadzór nad rozwojem przemysłu, rolnictwa i sieci komunikacyjno-transportowej. Rada będzie dążyła do stworzenia podobnych lub jednakowych regulacji w różnych dziedzinach, w tym: w kwestii spraw gospodarczych, finansowych, handlowych, regulacji celnych i komunikacyjnych oraz na płaszczyźnie edukacyjnej i kulturowej. Rada rozwija jednocześnie współpracę pomiędzy członkami w kwestiach legislacyjnych, administracyjnych, rozwoju turystyki, rolnictwa, przemysłu wydobywczego, badań naukowych i rozwoju technologicznego. Zajmuje się także wspieraniem tworzenia joint ventures (przedsiębiorstwa z udziałem kapitału zagranicznego), oraz rozwojem sektora prywatnego. Dodatkowo Rada jest wzmocniona poprzez jedność religijną oraz bezpośrednie kontakty międzyludzkie.